# واگرایی نور
واگرایی نور (به انگلیسی: Beam divergence) به معنی جدا شدن پرتوهای موازی نور از هم است. در عکاسی، پدیده واگرایی نور پس از تابش پرتوهای موازی نور به سطح یک عدسی مقعر روی می‌دهد.
عکس پدیده واگرایی نور، همگرایی نور نامیده می‌شود.